# Scutellareina
Scutellareina es una flavona que se encuentra en la planta Scutellaria lateriflora y otros miembros del género Scutellaria, así como en el helecho Asplenium belangeri.

## Glucósidos
La scutellarina (Scutellareina-7-glucurónido)  se transforma por hidrólisis en scutellareina.